# Victon
Victon (кор. 빅톤; стилізується як VICTON) — південнокорейський бой-бенд, сформований у 2016 році компанією IST Entertainment (раніше — Play M Entertainment і Plan A Entertainment). У гурті сім учасників: Сину, Синшик, Чан, Седжун, Хансе, Бьончан, Субін. Дебют відбувся 9 листопада 2016 року з мініальбомом Voice to New World. Victon відомі своєю активною музичною діяльністю як цілого, так і своїх окремих учасників.

## Назва та фандом
Назва гурту — це акронім від фрази «Voice to New World». Назва фандому — Alice, що утворена від фрази «Always we love the voice» (укр. «Завжди ми любимо голос»).
Офіційні кольори фандому — Atoll Blue та Blazing Yellow (блакитний та жовтий).

## Кар'єра

### 2016—2017: шоуMe & 7 Men, дебют зVoice to New World,Ready,IdentityтаFrom.VICTON
17 серпня 2016 року Plan A Entertainment оприлюднив інформацію по свій новий хлопчачий гурт — «Plan A Boys» та майбутнє реаліті-шоу Me & 7 Men, в якому розповідатиметься про підготовку цього гурту до дебюту. 30 серпня трансляція Me&7 Men розпочалася на телеканалі Mnet.
1 вересня Синшик, Седжун та Хансе як «Plan A Boys» у співпраці з колегою з лейблу Хо Гаком випустили цифровий сингл «#Begin Again». У музичному відео до нього було представлено всіх сімох учасників.
1 листопада, після фіналу Me & 7 Men вийшов відеотизер, який показав офіційну дату дебюту гурту — 9 листопада. Наступного дня Plan A Entertainment випустило індивідуальні відео та фототизери для Седжуна та Бьончана. А наступного дня — Субіна та Хансе. 4 листопада — тизери для Сину і Синшика, а також трейлер до «What Time Is Now Now» — треку з майбутнього мініальбому.
Victon офіційно дебютували 9 листопада з мініальбомом Voice to New World та головною композицією «I'm Fine». З композиціями «I'm Fine» та «What Time is It Now?» гурт виступав на різних музичних шоу.
2 березня 2017 року Victon випустили другий мініальбом Ready з головним синглом «Eyez Eyez».
Третій мініальбом гурту — Identity — вийшов 23 серпня 2017 року. Їхній четвертий мініальбом From. VICTON вийшов 9 листопада.

### 2018—2019:Time of Sorrow, Участь вProduce X 1таNostalgia

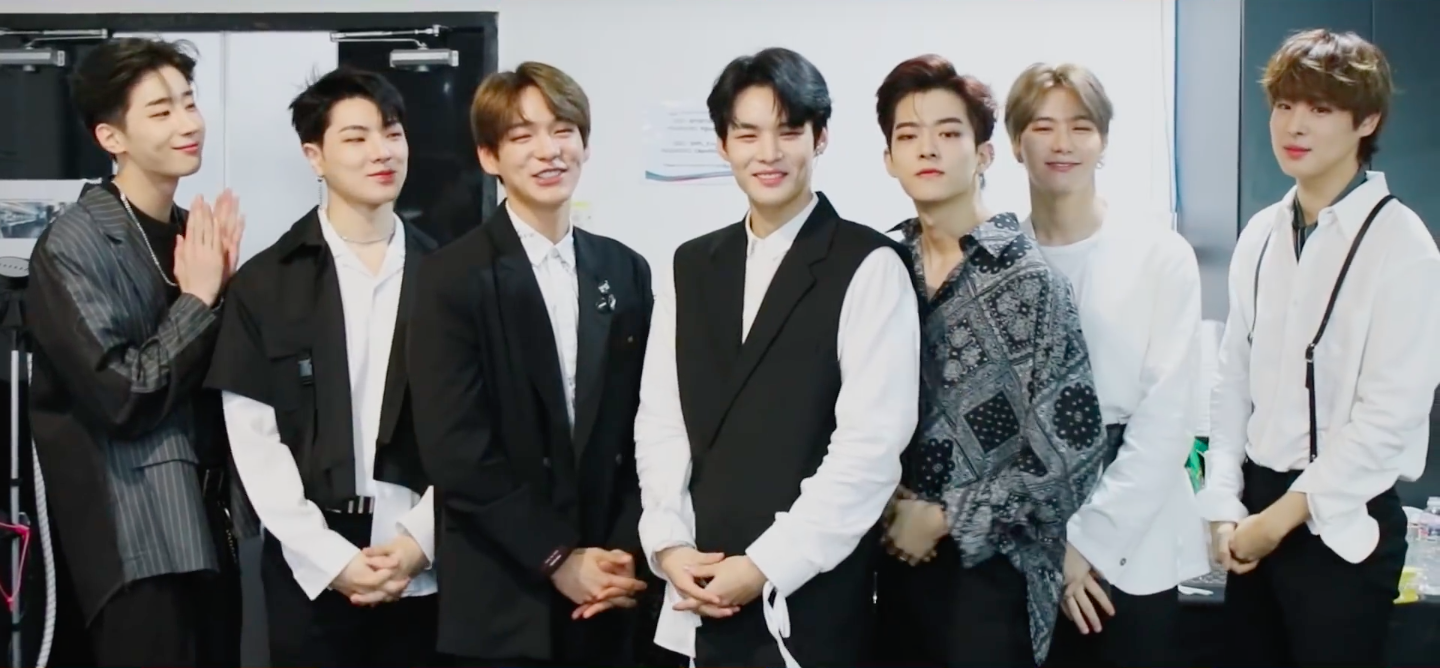
Victon у 2018 році

23 травня Victon випустили свій перший сингл-альбом Time Of Sorrow.
На початку 2019 року Сину та Бьончан брали участь у шоу на виживання Produce X1. 11 липня Play M Entertainment оголосили, що Бьончан покине шоу, оскільки має проблеми зі здоров'ям.
У фінальному епізоді Produce X1 Сину було визначено учасником нового проєктного гурту X1. Контракт учасників цього гурту був розрахований на 5 років. Протягом перших двох з половиною років він мав працювати суто у складі X1, а протягом наступних двох з половиною років він знову отримував змогу діяти у складі Victon.
Черговий камбек Victon провели як група з шести чоловік. 4 листопада вони повернулися зі своїм п'ятим мініальбомом Nostalgia і головним треком «Nostalgic Night», який приніс їм першу з моменту дебюту перемогу на музичному шоу.

### 2020—2021: Повернення Сину,Continuous, «Mayday» таVoice: The Future is Now
6 січня 2020 агентства членів гурту X1 оголосили про розпуск гурту через скандал, пов'язаний з маніпулюванням голосами на шоу Produce X1. 29 січня Play M оголосили, що після сольного фанмітингу у лютому Сину повернеться до промоцій з Victon, а новий камбек відбудеться у березні. Отже, 9 березня Victon випустили свій шостий мініальбом Continuous із головною композицією «Howling». Альбом став першим релізом після розпаду X1 та, відповідно, першим, у якому брав участь Сину. 17 березня на шоу The Show гурт здобув другу нагороду.
Пізніше Play M оголосили, що учасник Бьончан не братиме участі в просуванні через грижу міжхребцевого диска на шиї.
2 червня гурт повернувся зі своїм другим сингл-альбомом «Mayday». 9 червня на музичному телешоу The Show з цим синглом гурт здобув третю нагороду.
26 червня Play M підтвердили, що учасник Сину дебютує сольно у серпні. Це стане першим офіційним сольним дебютом учасника Victon за чотири роки після їхнього дебюту. 16 липня було оголошено, що реліз першого мініальбом Сину під назвою Fame відбудеться 10 серпня. А його головним треком стане пісня «Sacrifice».
1 грудня Victon мали випустити свій перший повноформатний альбом Voice: The Future is Now з головним треком «What I Said». 25 листопада було оголошено, що випуск нового альбому було відкладено після того, як у одного із співробітників компанії підтвердили COVID-19. Тому випуск альбому було перенесено на 11 січня 2021 року.
26 липня Сину заступив на обов'язкову військову службу. Перед зарахуванням він випустив свій другий мініальбом Fade з головною композицією «See You Again». Він вийшов 28 липня.
25 вересня відбувся реліз сольного мініальбому Хансе Blaze з одразу двома головними треками — «Take Over» та «Public Enemy».
9 листопада Victon випустили сингл «Sweet Travel», яким відзначили своє п'ятиріччя.

### 2022:Chronograph
18 січня Victon випустили свій третій сингл-альбом Chronograph з однойменним головним треком, а також його англомовною версією. Це була перша англомовна пісня гурту. Музичне відео на «Chronograph» набрало 10 млн переглядів на YouTube за три дні, що стало найкращим результатом гурту. Альбом просувався як «екологічний»: при покупці фізичної версії можна було обрати звичайну версію або версію, що містила лише колекційну фотокартку та цифрову версію музичних записів.
У березні відбувся реліз саундтреку «You are Mine» для дорами «Ділова пропозиція», у записі якого взяли участь Синшік, Седжун та Бьончан.

## Учасники
| Сценічний псевдонім | Сценічний псевдонім | Справжнє ім'я | Справжнє ім'я | Дата народження              | Позиція в гурті                                                                       |
| Українською         | Латиницею           | Українською   | Хангилем      | Дата народження              | Позиція в гурті                                                                       |
| ------------------- | ------------------- | ------------- | ------------- | ---------------------------- | ------------------------------------------------------------------------------------- |
| Сину                | Seungwoo            | Хан Сину      | 한승우        | 24 грудня 1994 (30 років)    | Колишній лідер (до 02.2019), провідний репер, провідний вокаліст, провідний танцюрист |
| Синшик              | Seungsik            | Кан Синшик    | 강승식        | 16 квітня 1995 (30 років)    | Лідер, головний вокаліст                                                              |
| Седжун              | Sejun               | Ім Седжун     | 임세준        | 4 травня 1996 (29 років)     | Віжуал, провідний вокаліст, провідний танцюрист                                       |
| Хансе               | Hanse               | До Хансе      | 도한세        | 25 вересня 1997 (27 років)   | Головний репер, провідний танцюрист                                                   |
| Бенчан              | Byungchan           | Чхве Бенчан   | 최병찬        | 12 листопада 1997 (27 років) | Вокаліст, віжуал                                                                      |
| Субін               | Subin               | Чон Субін     | 정수빈        | 5 квітня 1999 (26 років)     | Вокаліст, репер, макне                                                                |
| Колишні учасники    |                     |               |               |                              |                                                                                       |
| Чан                 | Chan                | Хо Чан        | 허찬          | 14 грудня 1995 (29 років)    | Головний танцюрист, вокаліст                                                          |

## Дискографія

### Студійні альбоми
| Назва                    | Деталі альбому                                                                          | Пікові позиції у чартах | Пікові позиції у чартах | Продажі                   |
| Назва                    | Деталі альбому                                                                          | KOR                     | JPN                     | Продажі                   |
| ------------------------ | --------------------------------------------------------------------------------------- | ----------------------- | ----------------------- | ------------------------- |
| Voice: The Future Is Now | - Реліз: 11 січня 2021 - Лейбл: Play M Entertainment - Формат: CD, цифрове завантаження | 4                       | —                       | - Південна Корея: 114,245 |

### Мініальбоми
| Назва                                                                            | Деталі альбому | Пікові позиції у чартах | Пікові позиції у чартах | Продажі                                  |
| Назва                                                                            | Деталі альбому | KOR                     | JPN                     | Продажі                                  |
| -------------------------------------------------------------------------------- | --- | ----------------------- | ----------------------- | ---------------------------------------- |
| Voice to New World                                                               | - Реліз: 9 листопада 2016 - Лейбл: Plan A Entertainment - Формат: CD, цифрове завантаження | 11                      | —                       | - Південна Корея: 16,074                 |
| Ready                                                                            | - Реліз: 2 березня 2017 - Лейбл: Plan A Entertainment - Формат: CD, цифрове завантаження | 6                       | —                       | - Південна Корея: 28,232                 |
| Identity                                                                         | - Реліз: 23 серпня 2017 - Лейбл: Plan A Entertainment - Формат: CD, цифрове завантаження | 6                       | 50                      | - Південна Корея: 23,483 - Японія: 1,096 |
| From. Victon                                                                     | - Реліз: 9 листопада 2017 - Лейбл: Plan A Entertainment - Формат: CD, цифрове завантаження Трек-лист 1. «Remember Me» (나를 기억해) 2. «Because of You» (사랑하기 때문에) 3. «Have a Good Night» (Stage ver.) 4. «Stay with Me» (뒤돌지마) 5. «Timeline» 6. «Remember Me» (나를 기억해) (Acoustic ver.) | 14                      | —                       | - Південна Корея: 16,364                 |
| Nostalgia                                                                        | - Реліз: 4 листопада 2019 - Лейбл: Play M Entertainment - Формат: CD, цифрове завантаження | 4                       | —                       | - Південна Корея: 74,602                 |
| Continuous                                                                       | - Реліз: 9 березня 2020 - Лейбл: Play M Entertainment - Формат: CD, цифрове завантаження | 2                       | 38                      | - Південна Корея: 95,709 - Японія: 1,067 |
| Chaos                                                                            | - Реліз: 31 травня 2022 - Лейбл: IST Entertainment - Формат: CD, цифрове завантаження Трек-лист 1. «Stupid O'clock» 2. «Bonnie And Clyde» 3. «Ink» 4. «Stay» 5. «In Love» 6. «Dear. Young» | 6                       | —                       | - Південна Корея: 112,800                |
| Choice                                                                           | - Реліз: 15 листопада 2022 - Лейбл: IST Entertainment - Формат: CD, цифрове завантаження Трек-лист 1. «Virus» 2. «Boy Who Chases Time» (시간을 달리는 소년) 3. «Alive» 4. «Better Place» 5. «Feels Good»                                                                                                | 4                       | —                       | - Південна Корея: 98,759                 |
| «—» релізи, що не потрапили у чарти або не були випущені у відповідних регіонах. | |                         |                         |                                          |

### Сингл-альбом
| Назва          | Деталі альбому | Пікові позиції у чартах | Продажі                  |
| Назва          | Деталі альбому | KOR                     | Продажі                  |
| -------------- | --- | ----------------------- | ------------------------ |
| Time of Sorrow | - Реліз: 23 травня 2018 - Лейбл: Plan A Entertainment - Формат: CD, цифрове завантаження Трек-лист 1. «Time of Sorrow» (오월애) 2. «Time of Sorrow (Inst.)» (오월애)     | 2                       | - Південна Корея: 22,588 |
| Mayday         | - Реліз: 2 червня 2020 - Лейбл: Play M Entertainment - Формат: CD, цифрове завантаження                                                                                  | 3                       | - Південна Корея: 95,850 |
| Chronograph    | - Реліз: 18 січня 2022 - Лейбл: IST Entertainment - Формат: CD, цифрове завантаження Трек-лист 1. «Chronograph» 2. «Want Me» (시강의 문) 3. «Chronograph» (English ver.) | 8                       | - Південна Корея: 60,195 |

### Сингли
| Назва                                                                            | Рік  | Пікові позиції у чартах | Пікові позиції у чартах | Альбом                         |
| Назва                                                                            | Рік  | KOR                     | US World                | Альбом                         |
| -------------------------------------------------------------------------------- | ---- | ----------------------- | ----------------------- | ------------------------------ |
| «I'm Fine» (아무렇지 않은 척)                                                    | 2016 | —                       | —                       | Voice to New World             |
| «Eyez Eyez»                                                                      | 2017 | —                       | —                       | Ready                          |
| «Unbelievable» (말도 안돼)                                                       | 2017 | —                       | —                       | Identity                       |
| «Remember Me» (나를 기억해)                                                      | 2017 | —                       | —                       | From. Victon                   |
| «Celebrate»                                                                      | 2018 | —                       | —                       | Evergreen OST (Part 6)         |
| «Time of Sorrow» (오월애 / 俉月哀)                                               | 2018 | —                       | —                       | Time of Sorrow                 |
| «Nostalgic Night» (그리운밤)                                                     | 2019 | 155                     | —                       | Nostalgia                      |
| «Howling» (하울링)                                                               | 2020 | 167                     | —                       | Continuous                     |
| «Mayday»                                                                         | 2020 | 139                     | 23                      | Mayday                         |
| «What I Said»                                                                    | 2021 | 78                      | 21                      | Voice: The Future Is Now       |
| «Sweet Travel»                                                                   | 2021 | —                       | —                       | Сингл без альбому              |
| «Chronograph»                                                                    | 2022 | —                       | —                       | Chronograph                    |
| «You Are Mine»                                                                   | 2022 | —                       | —                       | Business Proposal OST (Part 2) |
| «Stupid O'clock»                                                                 | 2022 | —                       | —                       | Chaos                          |
| «Virus»                                                                          | 2022 | —                       | —                       | Choice                         |
| «—» релізи, що не потрапили у чарти або не були випущені у відповідних регіонах. |      |                         |                         |                                |

### Збірки
| Назва                                                                            | Рік  | Пікові позиції у чартах | Продажі                  | Альбом                |
| Назва                                                                            | Рік  | KOR                     | Продажі                  | Альбом                |
| -------------------------------------------------------------------------------- | ---- | ----------------------- | ------------------------ | --------------------- |
| «#Begin Again» (#떨려) (with Huh Gak)                                            | 2016 | —                       | - Південна Корея: 17,447 | Plan A Second Episode |
| «Oasis» (with Huh Gak and Apink)                                                 | 2016 | 100                     | - Південна Корея: 22,488 | Plan A Third Episode  |
| «—» релізи, що не потрапили у чарти або не були випущені у відповідних регіонах. |      |                         |                          |                       |

### Музичні відео
| Рік  | Назва                                        | Режисер(и)                        |
| ---- | -------------------------------------------- | --------------------------------- |
| 2016 | «#Begin Again» (#떨려) (with Huh Gak)        | MJJ Progress                      |
| 2016 | «I'm Fine» (아무렇지 않은 척)                | Tiger Cave                        |
| 2016 | «What Time Is It Now?» (Performance Trailer) | Tiger Cave                        |
| 2016 | «Eyez Eyez»                                  | Tiger Cave                        |
| 2017 | «Oasis»                                      | Tiger Cave                        |
| 2017 | «Unbelievable» (말도 안돼)                   | Tiger Cave                        |
| 2017 | «Remember Me» (나를 기억해)                  | Tiger Cave                        |
| 2018 | «Time of Sorrow» (오월애 / 俉月哀)           | Naive Creative Production         |
| 2019 | «Nostalgic Night» (그리운밤)                 | Song Eun-hee (Pixel Zero)         |
| 2020 | «Howling» (하울링)                           | Kim Ja-kyoung (Flexible Pictures) |
| 2020 | «Mayday» (메이데이)                          | Yoo Sung-kyun (Sunnyvisual)       |
| 2021 | «What I Said»                                | Yoo Sung-kyun (Sunnyvisual)       |
| 2021 | «Sweet Travel»                               | Novvkim                           |
| 2022 | «Chronograph»                                | Kim Wooje (ETUI Collective)       |
| 2022 | «Stupid O'Clock»                             | woonghui(wwhh)                    |
| 2022 | «Virus»                                      | Yu Jun Young (Studio Saccharin)   |

## Нагороди та номінації
| Нагорода                      | Рік  | Категорія                        | Номінант / Робота | Результат | Прим.  |
| ----------------------------- | ---- | -------------------------------- | ----------------- | --------- | ------ |
| Asia Artist Awards            | 2018 | Popularity Award — Music         | Victon            | Номінація |        |
| Asia Artist Awards            | 2019 | Popularity Award — Music         | Victon            | Номінація |        |
| Asia Artist Awards            | 2019 | Star15 Popularity Award          | Victon            | Номінація |        |
| Asia Artist Awards            | 2020 | Popularity Award — Music         | Victon            | Номінація | [ 62 ] |
| Asia Artist Awards            | 2021 | Male Idol Group Popularity Award | Victon            | Номінація | [ 63 ] |
| Brand Customer Loyalty Awards | 2021 | Hot Trend Male Idol Group        | Victon            | Перемога  | [ 64 ] |
| Genie Music Awards            | 2020 | Artist of the Year               | Victon            | Номінація |        |
| MAXIM K-Model Awards          | 2017 | Model-trainer Award              | Victon            | Перемога  | [ 65 ] |
| MTV Europe Music Awards       | 2020 | Best Korean Act                  | Victon            | Номінація |        |
| Seoul Music Awards            | 2021 | Bonsang Award                    | Victon            | Номінація | [ 66 ] |
| Seoul Music Awards            | 2021 | K-Wave Popularity Award          | Victon            | Номінація | [ 66 ] |
| Seoul Music Awards            | 2021 | Popularity Award                 | Victon            | Номінація | [ 66 ] |
| Seoul Music Awards            | 2022 | U+Idol Live Best Artist Award    | Victon            | Номінація | [ 67 ] |
| Soribada Best K-Music Awards  | 2020 | Bonsang Award                    | Victon            | Перемога  | [ 68 ] |
| Soribada Best K-Music Awards  | 2020 | Male Popularity Award            | Victon            | Номінація | [ 68 ] |